# Nikolaus Prugener
Nikolaus Prugener, auch Pruckner, Prueckner, Pontanus, (* 22. Oktober 1488 in Windsheim; † 15. Februar 1557 in Tübingen) war ein deutscher Mathematiker, Astronom und evangelischer Theologe.

## Leben
Von Prugeners Jugend und seinem Bildungswege ist nichts bekannt. Prugener trat erst als gereifter Mann hervor, der neben seinen humanistischen Kenntnissen vor allem durch seine mathematischen und astrologischen Interessen auffiel. Einer inneren Neigung folgend trat er in Mühlhausen in den Augustinerorden ein. Aber in den Anfangsjahren der Reformation erreichte auch ihn das Wort Martin Luthers, den er seinen Lehrmeister nennt. In dieser Zeit muss er den Orden verlassen haben und hielt sich zunächst in Basel auf, wo er sich bemühte Schriften Ulrich von Huttens zu verteilen.
Um seiner Redegabe willen begehrten die Bürger von Mühlhausen den ihnen schon als Prediger bekannten Prugener zum Pfarrer. 1523 wurde der verheiratete ehemalige Augustiner dorthin berufen. Der altgläubige Magistrat bereitete ihm noch Schwierigkeiten, aber die Zünfte erwirkten es, das der neue Prediger bei ihnen blieb. Ulrich Zwingli und Johannes Oekolampad, zu denen Prugener seit 1522 Beziehungen unterhielt, schätzten ihn hoch ein.
Als die Glaubenskämpfe in Mühlhausen stärker wurden, rechtfertigte Prugener sich in 20 Schlussreden, in denen er die Summe seines Predigens zusammenfasste, und forderte gleichzeitig seine Gegner zu öffentlicher Disputation auf „alleyn uß heyliger geschrifft“. Diese Schlussreden erschienen 1524 im Druck zusammen mit denen seines Freundes Dr. Balthasar Hubmaier. Infolgedessen hatte er nicht geringe Schwierigkeiten. Bis zum Bauernkriege vermochte er sich noch in Mühlhausen zu halten, dann aber musste ihn der Rat entlassen.
Nun erhielt Prugener dank seiner Beziehungen zu Straßburg das Amt in Benfeld, wo er sich trotz mancher Angriffe behauptete und den Kampf mit den Täufern führte. In dieser Zeit gab sich Prugener aber stärker seinen mathematischen und astronomischen Neigungen hin, wirkte auch bei der Wiederherstellung der alten Straßburger astronomischen Uhr mit, so dass bei der Visitation wegen seiner häufigen Abwesenheit und unzureichender Versorgung Klage gegen ihn geführt wurde.
Die Straßburger Reformatoren mahnten ihn daher zur Treue. Als aber Benfeld 1538 vom Bischof von Straßburg wieder eingelöst wurde, musste Prugener entlassen werden. Er gehört zu den merkwürdigen Erscheinungen der Reformationszeit, die sich neben der Theologie auch anderen Neigungen verschreiben. Die Astrologie hatte es ihm so sehr angetan, dass er sich in den folgenden Jahren um kein geistliches Amt mehr bemühte, sondern in der Hauptsache als Astronom und Astrologe tätig war.
Wir finden ihn bald in Mainz, bald wieder beim Erzbischof von Köln. Zu den Straßburgern stand er weiterhin in freundschaftlichen Beziehungen, ebenso zu Philipp Melanchthon. Bei Hermann von Wied wie im Erzstift sonst suchte er für das Evangelium einzutreten. Der Fall des Erzbischofs ließ ihn das Land verlassen. Nach langen Wanderjahren bekam er schließlich 1553 eine Professur als Astronom in Tübingen und verstarb dort in seinem 60. Lebensjahr. Er ist in der Stiftskirche begraben.